# Naundorf (Starkenberg)
Naundorf ist seit dem 1. Dezember 2008 ein Ortsteil der Gemeinde Starkenberg im Landkreis Altenburger Land in Thüringen. Der Ortsteil umfasst die Ortschaften Dobraschütz, Kraasa, Naundorf, Oberkossa, Tanna und Wernsdorf.

## Geografie
Die auf etwa 240 Metern Meereshöhe gelegene ehemalige Gemeinde Naundorf hatte am 31. Dezember 2007 510 Einwohner auf einer Fläche von 10,88 km². Die Ortschaft Naundorf hat derzeit 197, Dobraschütz 57, Kraasa 97, Tanna 19 und Wernsdorf 53 Einwohner. Durch den Ort fließt der Gerstenbach. Westlich von Naundorf befindet sich die Landesgrenze zu Sachsen-Anhalt.

## Geschichte

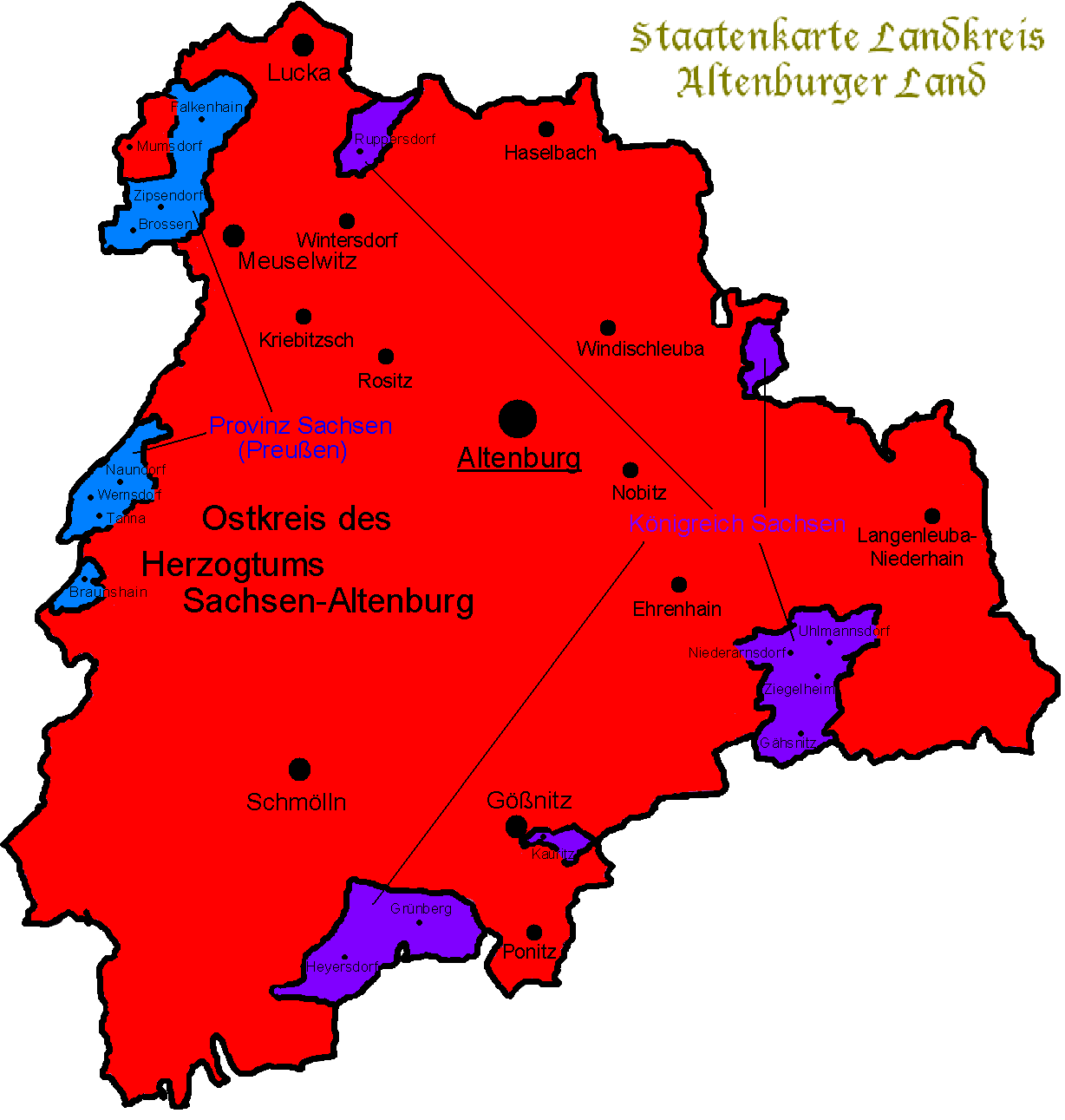
Staatenaufteilung des Altenburger Landes bis 1920

Naundorf wurde 1181 erstmals urkundlich als Nuendorf erwähnt, was sich später zu Neuendorf und dann zum heutigen Ortsnamen entwickelte. Naundorf ist einer der wenigen Orte des Altenburger Lands, der historisch nicht zu Sachsen-Altenburg gehörte. Wie bei den Nachbarorten Tanna und Wernsdorf lag die Grundherrschaft zunächst beim Rittergut Kayna, wodurch es auch als Kaynaisches Dorf bezeichnet wurde. Später lag die Grundherrschaft beim Rittergut Kleinbraunshain, dessen fünf zugehörige Orte bis 1815 eine Exklave bildeten, die zum kursächsischen Amt Borna gehörte. Durch die Beschlüsse des Wiener Kongresses kam die Exklave der fünf Kaynaischen Dörfer im Jahr 1815 zu Preußen. Sie ging 1816 im neu gebildeten Landkreis Zeitz im
Regierungsbezirk Merseburg der Provinz Sachsen auf.
Am 1. Juli 1950 wurde die Gemeinde Wernsdorf mit ihrem 1938 eingemeindeten Ortsteil Tanna eingegliedert. Damals gehörten die drei Orte zum Land Sachsen-Anhalt (1945–1952) im Landkreis Zeitz, nachdem am 1. Juli 1944 die preußische Provinz Sachsen (1815–1944) aufgelöst wurde und der Regierungsbezirk Merseburg zur Provinz Halle-Merseburg (1944–1945) wurde. Mit der Verwaltungsreform in der DDR am 25. Juli 1952 kam die Gemeinde Naundorf mit Wernsdorf und Tanna an den Kreis Schmölln im Bezirk Leipzig. Am 1. Januar 1957 erfolgte die Umgliederung in den Kreis Altenburg im Bezirk Leipzig; jener gehörte seit 1990 als Landkreis Altenburg zu Thüringen und ging 1994 im Landkreis Altenburger Land auf. Im gleichen Zuge wurde die Gemeinde Kraasa mit ihren 1950 eingemeindeten Ortsteilen Oberkossa und Dobraschütz eingemeindet.
Nach der Wende 1990 kam die Gemeinde Naundorf zu Thüringen und schloss sich zwei Jahre später der Verwaltungsgemeinschaft Altenburger Land an, bis sie am 1. Dezember 2008 zusammen mit Tegkwitz nach Starkenberg eingemeindet wurde. Mit der Eingemeindung der Gemeinde Naundorf in die Gemeinde Starkenberg wurde der Ort Naundorf wie seine bisherigen Ortsteile am 1. Dezember 2008 ein Ortsteil der Gemeinde Starkenberg. Letzter ehrenamtlicher Bürgermeister war Werner Kröber (Freie Wähler).

## Einwohnerentwicklung
Entwicklung der Einwohnerzahl (31. Dezember):
| - 1994 – 558 - 1995 – 542 - 1996 – 540 - 1997 – 541 | - 1998 – 556 - 1999 – 541 - 2000 – 534 - 2001 – 546 | - 2002 – 550 - 2003 – 546 - 2004 – 534 - 2005 – 548 | - 2006 – 522 - 2007 – 510 |

## Sehenswürdigkeiten

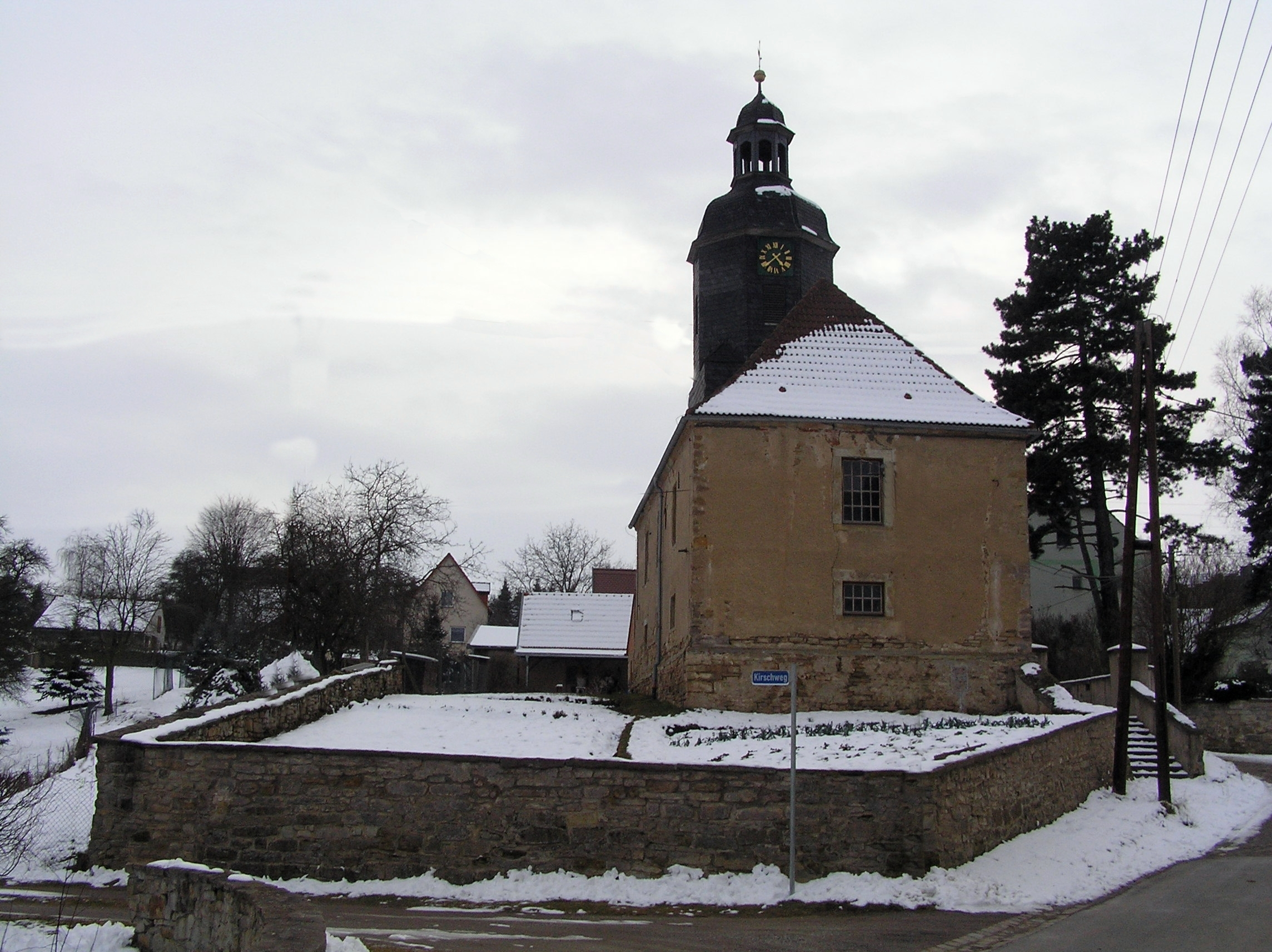
Kirche in Dobraschütz

- Der ehemalige Gasthof (Hauptstraße 33), der von einem Verein restauriert werden soll, ist ein Umgebindehaus aus dem 18. Jahrhundert. Die Bohlenstube wurde 1810 eingebaut, außerdem besitzt das Gebäude einen Laubengang. Der angrenzende Saalbau wird derzeit von der Gemeinde restauriert.[8] Das Kunsthaus (Untere Dorfstraße 7) ist Ausstellungsort des Malers Andreas Hinkel mit einer Fläche von 126 m².[9]
- In der Ortschaft Dobraschütz, die 1336 erstmals urkundlich genannt wird, steht eine barocke Kirche aus dem Jahr 1752.[10] Außerdem wurde der Volksdichter Zacharias Kresse (1800–1876) in dem Ort geboren, sein Geburtshaus, ein Vierseithof, steht heute noch. Das Wohnstallhaus wurde 1802 erbaut, das Kuhstallgebäude 1821 von Z. Kresse persönlich, ein Wirtschaftsgebäude wurde ebenfalls ungefähr zu der Zeit erbaut. Die Scheune stammt aus dem Jahr 1834 und besitzt zu beiden Giebelseiten ein Walmdach.
- Die Ortschaft Tanna wurde wahrscheinlich 1330 erstmals erwähnt. In dem Ort befindet sich seit 1992 eine Damwildgehege und der Kuhstall Tanna[11], ein Veranstaltungszentrum, in dem regelmäßig Konzerte stattfinden.
- Wernsdorf wurde 1318 erstmals urkundlich erwähnt, der Ortsname bedeutet so viel wie das Dorf des Wehrherrn. Der Ort besitzt eine barocke Kirche aus dem Jahr 1715. Das Umgebindehaus als Wohnort eines ehemaligen Handfrongutes mit Bohlenstube und Laubengang stammt aus dem Jahre 1803. Das Fachwerkobergeschoss ist vorkragend, der Laubengang ist wohl der jüngste an einem Wohnhaus im Altenburger Raum.

## Persönlichkeiten
- Zacharias Kresse (1800–1876), Bauer und Volksdichter, im Ortsteil Dobraschütz geboren.